# Теннис на летних Азиатских играх 2014

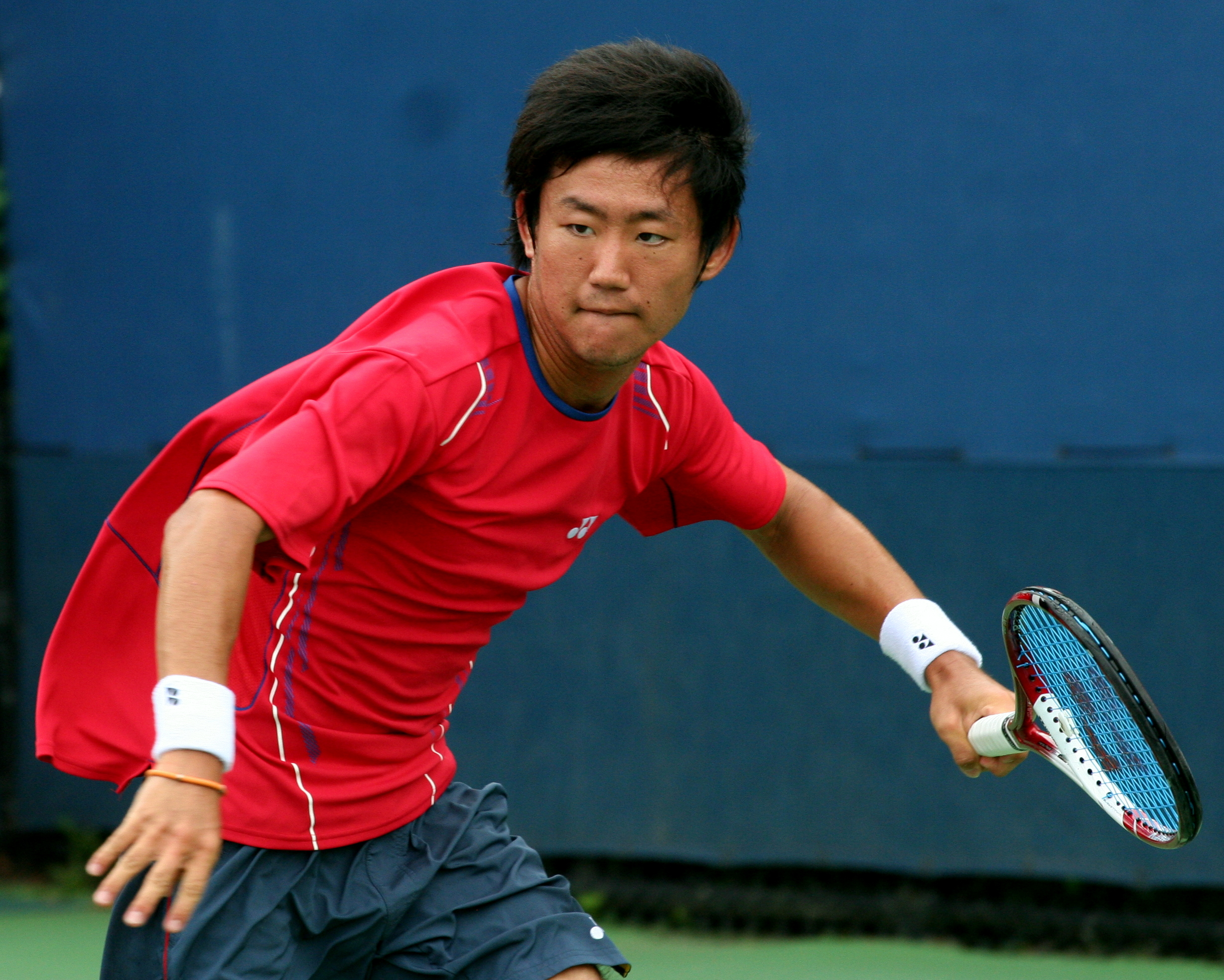
Ёсихито Нисиока из Японии принёс своей стране первую за 40 лет победу в мужском одиночном турнире в рамках игр.

Соревнования по теннису на XVII летних Азиатских играх прошли с 20 по 30 сентября, выявив обладателей семи комплектов медалей.

## Общая информация
В 2014 году теннис попадает в программу взрослых Азиатских игр в 14-й раз. В третий раз в истории местом проведения соревнования становится Республика Корея.
Сроки проведения турнира — в сентябре, параллельно статусной азиатской серии протуров — наложили определённый отпечаток на состав его участников. Многие либо не смогли принять в нём участие совсем, ссылаясь на занятость в иных турнирах, либо не сыграли здесь из-за общей усталости и залечивая травмы, полученные по ходу предыдущей части сезона. Усилиями смешанного турнира в Пекине состав командных турниров, оказался сильнее составов личных соревнований (проходивших параллельно китайскому соревнованию).
В итоге из первых сотен рейтинга в соревнованиях приняли участие:
- в женских соревнованиях приняли участие Сюко Аояма, Саня Мирза, Се Шувэй, Чжан Шуай, Чжань Хаоцин, Чжань Юнжань, Чжэн Цзе и Ярослава Шведова.
- в мужских соревнованиях приняли участие Михаил Кукушкин, Лу Яньсюнь, Александр Недовесов и Трет Конрад Хьюи.

## Обзор
Ни одна из команд, принимавших участие в турнире, не смогла выиграть более одного соревнования. Стабильнее прочих оказалась вторая китайская команда, составленная из представителей Тайваня: островитяне четырежды добрались до титульных матчей, но победить смогли лишь в соревнованиях женских команд. Больше всего медалей завоевала японская команда — 7, но местные спортсмены лишь один раз сыграли в финалах. Ровный состав турнира также выразился в том, что ни один из семи финалов не вышел мононациональным.
Золотые медали в одиночных соревнованиях достались представителям Японии и Китая: Ёсихито Нисиока принёс своей команде первую за 40 лет победу в мужских соревнованиях, а Ван Цян выиграла третий к ряду женский турнир для представительниц Китая. В парных соревнованиях сильнее прочих стали игроки Южной Кореи, Таиланда и Индии: корейцы выиграли мужские соревнования впервые за 28 лет, тайки выиграли любые медали в женском виде впервые за 36 лет, а индийцы на четвёртых играх к ряду участвовали в титульном матче в миксте, завоевав второй титул (Саня Мирза на четвёртых же играх подряд завоевала медаль в этом виде).
В командных соревнованиях победы одержали сборные Казахстана и Тайваня: команда с постсоветского пространства завоевала свою первую медаль в мужском виде программы, а вторая китайская команда выиграла женский турнир в третий раз за последние пять розыгрышей.
Первые номера посева оказались в призёрах во всех семи соревнованиях — на их счету 1 «золото», 4 «серебра» и 2 «бронзы».

## Спортивные объекты
- Yeorumul Tennis Courts[1]

## Медали

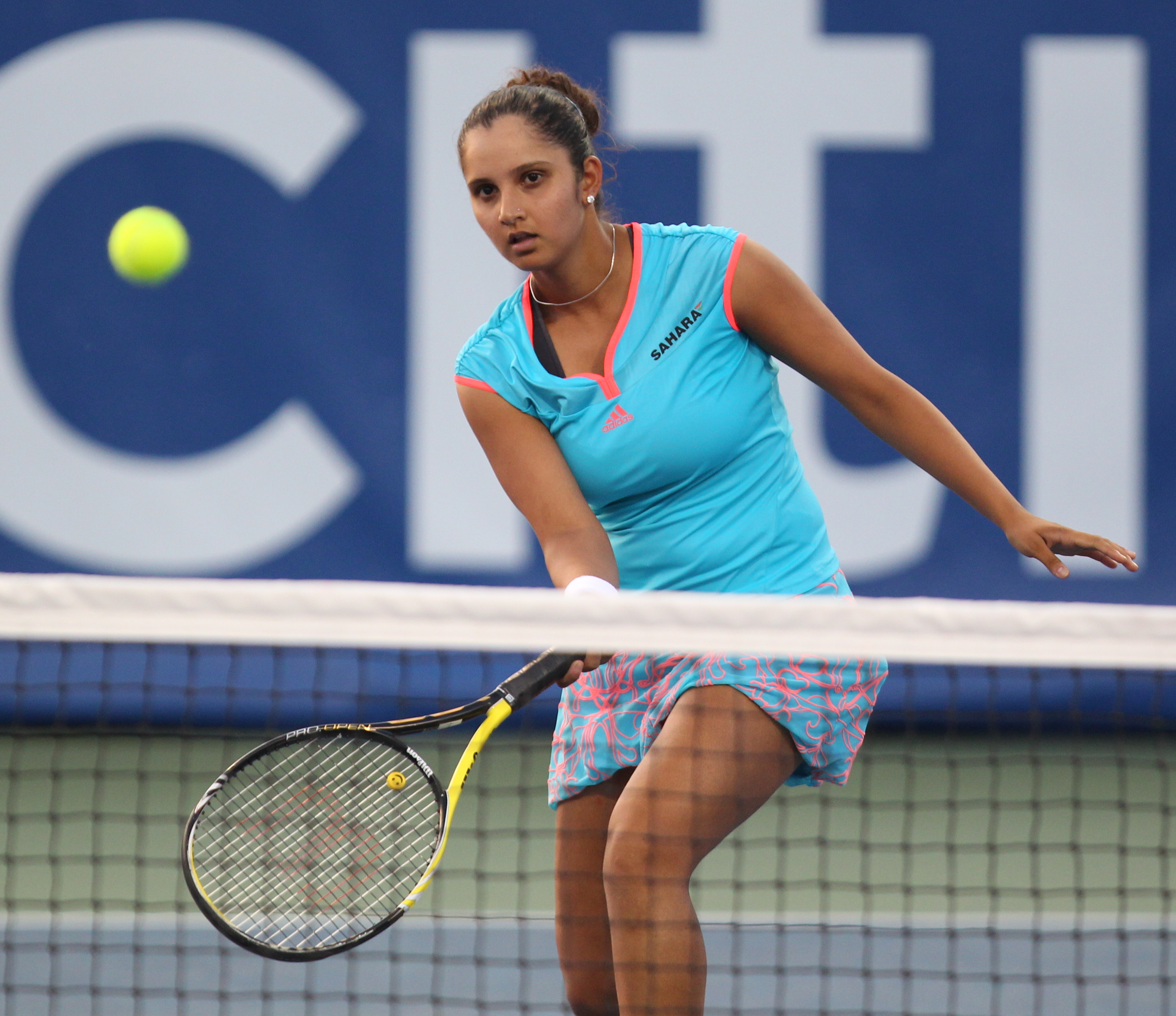
27-летняя Саня Мирза — одна из победительниц турнира в миксте.

### Медалисты

#### Одиночные турниры
| Категория                 | Золото          | Серебро         | Бронза      |
| Одиночный разряд, мужчины | Ёсихито Нисиока | Лу Яньсюнь      | Юити Сугита |
| Одиночный разряд, мужчины | Ёсихито Нисиока | Лу Яньсюнь      | Юки Бхамбри |
| Одиночный разряд, женщины | Ван Цян         | Луксика Кумкхум | Эри Ходзуми |
| Одиночный разряд, женщины | Ван Цян         | Луксика Кумкхум | Миса Эгути  |

#### Парные турниры
| Категория               | Золото                             | Серебро                  | Бронза                              |
| Парный разряд, мужчины  | Лим Ён Гю Чон Хён                  | Сакет Минени Санам Сингх | Санчай Ративатана Сончат Ративатана |
| Парный разряд, мужчины  | Лим Ён Гю Чон Хён                  | Сакет Минени Санам Сингх | Юки Бхамбри Дивидж Шаран            |
| Парный разряд, женщины  | Луксика Кумкхум Тамарин Танасугарн | Чжань Цзиньвэй Се Шувэй  | Чжань Хаоцин Чжань Юнжань           |
| Парный разряд, женщины  | Луксика Кумкхум Тамарин Танасугарн | Чжань Цзиньвэй Се Шувэй  | Саня Мирза Прартхана Тхомбаре       |
| Смешанный парный разряд | Саня Мирза Сакет Минени            | Чжань Хаоцин Пэн Сяньинь | Чжэн Цзе Чжан Цзэ                   |
| Смешанный парный разряд | Саня Мирза Сакет Минени            | Чжань Хаоцин Пэн Сяньинь | Сюко Аояма Юити Сугита              |

#### Командные турниры
| Категория                 | Золото                                   | Серебро                       | Бронза                                        |
| Командный турнир, мужчины | Казахстан Голубев, Кукушкин, Недовесов   | Китай Гун, Ли, У, Чжан        | Узбекистан Дустов, Файзиев, Исмаилов, Истомин |
| Командный турнир, мужчины | Казахстан Голубев, Кукушкин, Недовесов   | Китай Гун, Ли, У, Чжан        | Япония Ито, Нисиока, Сугита, Утияма           |
| Командный турнир, женщины | Китайский Тайбэй Чжань, Чжань, Чжань, Се | Китай Дуань, Чжан, Чжэн, Чжэн | Япония Эгути, Ходзуми, Одзаки                 |
| Командный турнир, женщины | Китайский Тайбэй Чжань, Чжань, Чжань, Се | Китай Дуань, Чжан, Чжэн, Чжэн | Казахстан Керимбаева, Путинцева, Шведова      |

### Общий зачёт
| Общее количество медалей |                  |        |         |        |       |
| Место                    | Страна           | Золото | Серебро | Бронза | Всего |
| 1                        | Китайский Тайбэй | 1      | 3       | 1      | 5     |
| 2                        | Китай            | 1      | 2       | 1      | 4     |
| 3                        | Индия            | 1      | 1       | 3      | 5     |
| 4                        | Таиланд          | 1      | 1       | 1      | 3     |
| 5                        | Япония           | 1      | 0       | 6      | 7     |
| 6                        | Казахстан        | 1      | 0       | 1      | 2     |
| 7                        | Республика Корея | 1      | 0       | 0      | 1     |
| 8                        | Узбекистан       | 0      | 0       | 1      | 1     |
| Всего                    | Всего            | 7      | 7       | 14     | 28    |